# 福盛進也
福盛 進也（ふくもり しんや、1984年1月5日 - ）は、日本のジャズ・ドラマー、作曲家、音楽プロデューサー。

## 来歴
大阪市阿倍野区生まれ。15歳でドラムを始め、17歳の時に芸術高校(Booker T. Washington High School for the Performing and Visual Arts)にて音楽を学ぶために単身で渡米。その後、ブルックヘブンカレッジ、テキサス大学アーリントン校を経て、ボストンのバークリー音楽大学を卒業。10年間のアメリカでの活動後、2013年に拠点をミュンヘンに移し欧州各国で活動を開始。
2017年に自身のトリオで、ECMレーベルから日本人二人目となるリーダー・アルバム『For 2 Akis』を録音し、2018年2月に世界リリース。その後、トリグヴェ・サイム(ts)、ウォルター・ラング(pf)との新たなトリオの他、リー・コニッツ(as)、ミロスラフ・ヴィトウス(b)、フローリアン・ウェーバー(pf)、ソンジェ・ソン(ts)、山下洋輔(pf)など様々なアーティストとの演奏活動を行う。2020年には自身のレーベルnagaluを立ち上げ、 参加アーティスト総勢12名のアルバム及びショートフィルム『Another Story』をリリース。翌2021年には第二のレーベルS/N Allianceも設立し、プロデュース業や録音のディレクションにも力を入れている。更には、日韓アーティストを中心としたプロジェクト「EAST MEETS EAST」を発足し、欧州、日本だけに留まらず、アジア全体のジャズの発展に向け新たな風を巻き起こしている。
独特で繊細なシンバルワーク、そして空間を自由に生み出し色とりどりに展開する演奏は世界中でも一目を置かれ、また作曲家としても高い評価を得ている。ダイナミクスの幅が広く詩情的なプレイを得意とする。

## ディスコグラフィ
リーダー作品
- Shinya Fukumori Trio『フォー・トゥー・アキズ』- For 2 Akis (ECM) 2018年
- Shinya Fukumori『アナザー・ストーリー』- Another Story (nagalu) 2020年

プロデュース作品
- NILO『3』(Juli Records) 2018年
- kaRuinoLinoiRuka『kaRuinoLinoiRuka』(Juli Records) 2020年
- Shinya Fukumori『アナザー・ストーリー』- Another Story (nagalu) 2020年
- 佐藤浩一『エンブリオ』- Embryo (nagalu) 2021年
- Remboato『星を漕ぐもの』- Hoshi Wo Kogu Mono (nagalu) 2021年
- The Bass Collective『瞬く森』- Mabataku Mori (nagalu) 2024年
- 青柳拓次『海のなかの湖』- Umi No Naka No Mizuumi (nagalu) 2024年